# Nisi Dominus (Vivaldi)
Nisi Dominus es una obra religiosa de Antonio Vivaldi, un motete sobre el salmo 126 de la Vulgata (o salmo 127 en otras traducciones). Investigadores como Walter Koldener citan cuatro versiones de esta obra:
- En sol menor, para contralto solista, orquesta de cuerda con viola d'amore y bajo continuo; en el manuscrito se detalla « a Alto solo, del Sig. Antonio Vivaldi ». Se encuentra en el fondo de la Biblioteca Nacional de Turín, volumen 40. Corresponde al RV 608. Sobrevivió a Turín no en forma de un manuscrito autógrafo, sino en partes separadas; existen diferentes manuscritos: del propio compositor, de su padre y colaboraron otros escritores de música.
- En la mayor, para dos sopranos, contralto, tenor y bajo, cuerda y bajo continuo; en el manuscrito se detalla « a 5 cono Strumenti ». Se encuentra en el fondo Giordano de la Biblioteca Nacional de Turín, volumen 35. Corresponde al RV 803.
- En sol mayor, para soprano, cuerda y bajo continuo; en el manuscrito se detalla «a Voce sola e 5 Strumenti». Se encuentra también en Turín.
- En fa mayor, para soprano, contralto, bajo, cuerda y bajo continuo. Se encuentra en el fondo Giordano de Turín, volumen 33.